# Craigslist
Craigslist ist ein amerikanisches Privatunternehmen, das eine Website für Kleinanzeigen mit Rubriken für Verkäufe, Kaufgesuche, Arbeitsstellen, Wohnungen, Partnersuche, Dienstleistungen und Diskussionsforen bereitstellt.
Die Plattform ist seit 1995 online und gehörte zeitweise zu den 100 weltweit meistbesuchten Websites. Im Juni 2018 war Craigslist auf Platz 107.
Nach eigenen Angaben listet Craigslist monatlich 80 Millionen Anzeigen und erhält 50 Milliarden Seitenabrufe pro Monat.
Der Name leitet sich vom Vornamen des Gründers des Dienstes Craig Newmark ab. Newmark bot den Dienst 1995 zunächst für die San Francisco Bay Area an, ab 2000 in weiteren Städten in den USA und heute in über 70 Ländern.
Das Wirtschaftsmagazin Forbes schätzte den Jahresumsatz von Craigslist auf 500 Millionen US-Dollar (2018), hauptsächlich erwirtschaftet über Anzeigen in kostenpflichtigen Sektionen (z. B. Immobilien).

## Geschichte
Craigslist-Gründer Craig Newmark hatte beobachtet, wie Menschen einander in sozialen Gemeinschaften und Gruppen im Internet helfen (z. B. bei MindVox und Usenet). Als Neuankömmling in San Francisco beschloss er, etwas Ähnliches für lokale Veranstaltungen zu schaffen. 

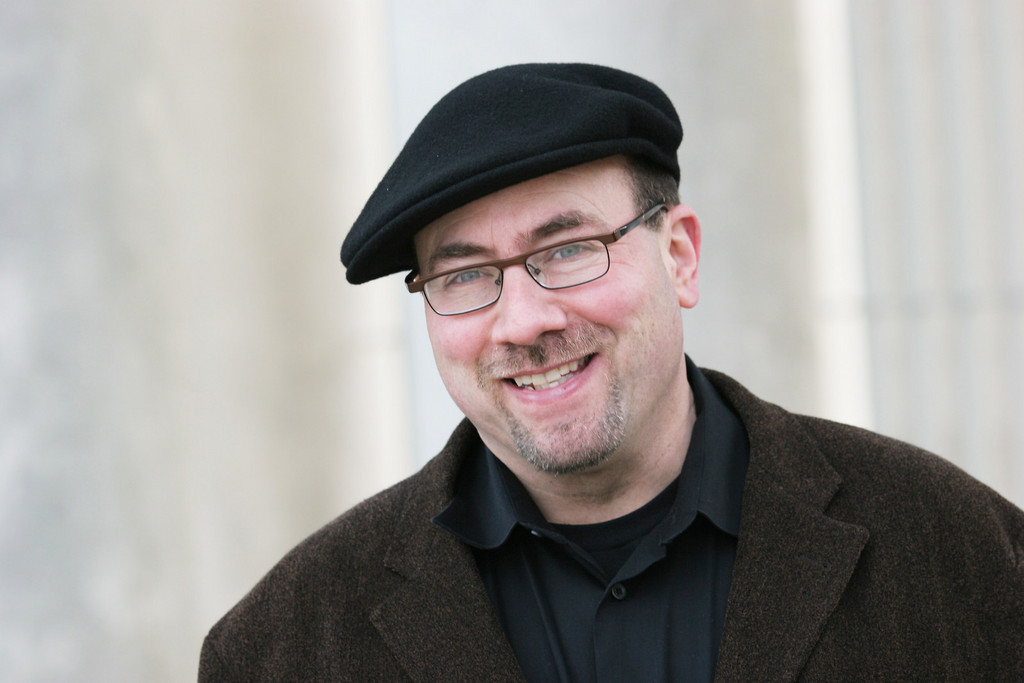
Craig Newmark, Gründer der Plattform craigslist

Anfang 1995 begann er somit eine E-Mail-Verteilerliste, die sich an seine Bekannten in der San Francisco Bay Area richtete. Die meisten der ersten Beiträge wurden von Craig Newmark persönlich verfasst und enthielten Zusammenstellungen von sozialen Ereignissen und Events, die für Software- und Internetentwickler in der Region von Interesse waren. 
Nachdem diese E-Mail-Liste an Popularität gewann und zunehmend auch für andere Themen verwendet wurde, ging daraus Craigslist in ihrem bekannten Format hervor. 
1998 wurde Craigslist, Inc. als privates gewinnorientiertes Unternehmen eingetragen. Es gehört seinem Gründer Craig Newmark, seinem ehemaligen Chefprogrammierer und seit 2000 Geschäftsführer Jim Buckmaster sowie zwischen 2004 und 2015 zu 25 Prozent dem Internetauktionshaus eBay. Ebay hatte die Anteile von einem ausgeschiedenen Mitarbeiter erworben und 2015 nach einem langen Rechtsstreit an Craigslist zurückverkauft.
Im März 2008 wurden verschiedene internationale Ausgaben von Craigslist hinzugefügt, unter anderem auf Spanisch, Französisch, Italienisch, Deutsch und Portugiesisch.
Craigslist fokussiert sich auf die Interaktion von Menschen vor Ort und bietet seine Dienste in Deutschland nur in Großstädten ab etwa 200.000 Einwohnern an. Craigslist konkurriert in Deutschland und Österreich unter anderem mit Kleinanzeigen und Shpock, konnte sich jedoch bislang nicht im selben Maße durchsetzen wie in den englischsprachigen Ländern.